# نیکولسکویه (شهرستان کراسنوکامسکی، باشقیرستان)
نیکولسکویه (انگلیسی: Nikolskoye, Krasnokamsky District, Republic of Bashkortostan) یک شهرک در شهرستان کراسنوکامسکی استان باشقیرستان کشور روسیه است.